# Parted Curtains
Parted Curtains er en amerikansk stumfilm fra 1920 af Bertram Bracken og James C. Bradford.

## Medvirkende
- Henry B. Walthall som Joe Jenkins
- Mary Alden som Mrs. Masters
- William Clifford
- Edward Cecil som Wheeler Masters
- Margaret Landis som Helen
- Mickey Moore som Bobby Masters
- Ann Davis
- Charles Wheelock
- Richard Morris